# Flag Officer (Dienstgrad)
Der historische Dienstgrad Flag Officer existierte zwischen 1857 und 1862 in der Marine der Vereinigten Staaten von Amerika als einziger Dienstgrad über dem Captain und damit als Äquivalent zu den Admiralsdienstgraden anderer Seestreitkräfte. Nach Beginn des Sezessionskriegs existierte der Dienstgrad auch in der Konföderierten Marine.
Nach der Gründung der Vereinigten Staaten von Amerika und ihrer Marine 1775 gab es in den Seestreitkräften zunächst nur zwei, später drei Offiziersdienstgrade: Lieutenant, Commander (1799 als „Master Commandant“ eingeführt, ab 1837 nur noch Commander) und Captain. Der US-Kongress zögerte in dieser Zeit, höhere Marinedienstgrade zu erschaffen, weil man allgemein Bedenken gegenüber zu großen Marinestreitkräften hatte und im Speziellen den Begriff „Admiral“ als zu feudalistisch klingend ablehnte. Das führte jedoch zu Problemen: Innerhalb der amerikanischen Marine war es schwierig, die Seniorität der Offiziere im höchsten Dienstgrad untereinander auszudrücken, die Marine hatte keine Gleichrangigkeit mit den Landstreitkräften, in denen es eine Generalität gab, und im Kontakt mit den Seestreitkräften anderer Staaten war die US-Marine oft diplomatisch im Nachteil, wenn Admirale anderer Staaten anwesend waren. Das interne Problem der Abbildung von Seniorität wurde teilweise durch die Einführung des temporären Titels Commodore gelöst, den ein Offizier im Dienstgrad Captain führen durfte, wenn er mehr als ein Kriegsschiff unter seinen Kommando hatte.
1857 wurde schließlich vom Kongress der Dienstgrad „Flag Officer“ eingeführt, mit dem der Begriff „Admiral“ unter Bezug auf die generische Bezeichnung Flaggoffizier vermieden wurde, gleichzeitig aber eine Rangebene über dem Captain etabliert wurde. Der temporäre Titel Commodore wurde gleichzeitig abgeschafft, teilweise wird aber auch der Dienstgrad Flag Officer eher als temporärer Titel denn als Dienstgrad beschrieben. Im Unterschied zum Commodore, dem traditionell nur ein „pennant“, also ein Doppelstander zustand, durften Flag Officers eine rechteckige Kommandoflagge führen und waren dadurch auch international als vollwertiger Flaggoffizier, das heißt Admiral, zu erkennen. Der Dienstgrad hatte jedoch nur bis 1862 Bestand. In diesem Jahr führte der Kongress zwei neue Dienstgrade ein, die den Flag Officer ersetzten: Commodore (nun ein Dienstgrad) und Rear Admiral.
Die Ernennung zum Flag Officer musste zunächst vom Kongress vorgenommen werden, ab 1861 hatte der US-Präsident die Befugnis dazu. Es wurden nur sechs Offiziere in diesen Dienstgrad befördert: Charles Stewart (am 12. Januar 1859 durch Kongressbeschluss zum „Senior Flag Officer“ ernannt), Charles H. Bell, William McKean, Louis M. Goldsborough, Samuel Francis Du Pont (alle 3. Januar 1862) und David G. Farragut (17. Januar 1862). Farragut wurde wenig später der erste Rear Admiral der US-Marine.
Als sich 1861 nach Gründung der Confederate States of America die Confederate States Navy konstituierte, übernahm diese zunächst das zu diesem Zeitpunkt in der US-Marine gültige System der Dienstgrade und damit auch den Dienstgrad Flag Officer.
Der Begriff „Flag Officer“ findet heute noch in den US-Streitkräften Verwendung, nämlich als gesetzlich definierte Bezeichnung für alle Offiziere von US Navy und US Coast Guard, die die Dienstgrade Admiral, Vice Admiral, Rear Admiral oder Rear Admiral (lower half) führen, praktisch also alle Offiziere ab NATO-Rangcode OF-6.